# Regione di Bijeljina
La regione di Bijeljina (in serbo cirillico: Бијељинска регија) è una delle 7 regioni della Repubblica Serba. Il suo capoluogo è la città di Bijeljina, dalla quale prende il nome, è situata nel nord della Bosnia e ingloba nei suoi confini la regione storica della Semberija.

## Lista dei comuni
1. Bijeljina
2. Lopare
3. Ugljevik